# Avolsheim
Avolsheim (in alsaziano Àvelse) è un comune francese di 788 abitanti situato nel dipartimento del Basso Reno nella regione del Grand Est.

## Società

### Evoluzione demografica
Abitanti censiti